# Bruno Hassenstein
Bruno Hassenstein (* 23. November 1839 in Ruhla; † 27. August 1902 in Gotha) war ein deutscher Kartograph.

## Leben
Bruno Hassenstein war seit 1854 Schüler von August Petermann in Gotha, mit dem er die Karte von Innerafrika in 10 Blatt im Maßstab 1:2,000.000 und den dazugehörigen Ergänzungsband II von Petermanns Geographische Mitteilungen (Gotha 1862–63) bearbeitete. Außerdem zeichnete er für dieselbe Zeitschrift zahlreiche Karten, namentlich Afrika betreffend, dessen kartographische Erfassung er überhaupt sehr förderte. Seit Petermanns Tod (1878) redigierte er den kartographischen Teil der Mitteilungen. Von 1866 bis 1868 lebte er in Berlin und zeichnete dort Theodore Sedgwick  Fays Schulatlas A great outline of geography (1867) und die elf Karten in Karl Klaus von der Deckens Reisen in Ostafrika. 1868 nach Gotha zurückgekehrt, veröffentlichte er im Perthes-Verlag über 30 neue Blätter zur dritten, von Heinrich Theodor Menke besorgten Auflage von Karl von Spruners Handatlas für die Geschichte des Mittelalters und der neueren Zeit (1871–79) und 1885 den vorzüglichen Atlas von Japan (7 Blatt im Maßstab 1:1,000.000). Zu denjenigen Reisenden, die ihm die Bearbeitung und Veröffentlichungen ihrer Beobachtungen zu verdanken haben, gehören insbesondere Wilhelm Junker, Friedrich Bohndorff, Emin Pascha, Hans Meyer, Ernst Marno, Gerhard Rohlfs, Josef Menges, Ludwig Wolf, Oskar Baumann und Sven Hedin. 1887 wurde er zum Ehrendoktor der Universität Göttingen ernannt und erhielt 1891 die Karl-Ritter-Medaille. Er war korrespondierendes Mitglied des Thüringisch-Sächsischen Vereins für Erdkunde.